# Филозоф
Филозоф је особа која се бави филозофијом. Појам потиче од старогрчке ријечи φιλόσοφος, која значи „љубитељ мудрости”. Претпоставља се да га је Питагора први употребио.
У класичном смислу, филозоф је неко ко живи по одређеном начину живота, фокусирајући се на рјешавање егситенцијалних питања о људском стању, а не неко ко говори о теоријама или коментарише ауторе. Типично, ови конкретни типови филозофије су хеленистички и они који се најпреданије посвјећују овом начину живота могу се сматрати филозофима. Филозоф је онај који оспорава оно што се сматра здравим разумом, не зна престати да поставља питања и преиспитује старе начине размишљања.
У савременом смислу, филозоф је интелектуалац који је доприноси у једној или више грана филозофије, као што су естетика, етика, епистемологија, логика, метафизика, друштвена теорија и политичка филозофија. Филозоф може бити и онај који је дао допринос хуманизму или другим наукама које су се одвојиле од филозофије кроз вијекове, као што су умјетност, историја, економија, социологија, психологија, лингвистика, антропологија, теологија и политика.